# Эванс, Рэй
Реймонд Гарри (Рэй) Эванс (англ. Raymond Garry (Ray) Evans, 28 сентября 1939, Нортем, Австралия — 7 ноября 1974, Перт, Австралия) — австралийский хоккеист (хоккей на траве), нападающий. Серебряный призёр летних Олимпийских игр 1968 года, бронзовый призёр летних Олимпийских игр 1964 года.

## Биография
Рэй Эванс родился 28 сентября 1939 года в австралийском городе Нортем.
В 1958—1973 годах играл за Западную Австралию, был капитаном команды. Десять раз выигрывал чемпионат Австралии.
В 1960 году вошёл в состав сборной Австралии по хоккею на траве на Олимпийских играх в Риме, занявшей 6-е место. Играл на позиции нападающего, провёл 9 матчей, забил 4 мяча (два в ворота сборной Кении, по одному — Японии и Новой Зеландии).
В 1964 году вошёл в состав сборной Австралии по хоккею на траве на Олимпийских играх в Токио и завоевал бронзовую медаль. Играл на позиции нападающего, провёл 8 матчей, забил 2 мяча (по одному в ворота сборных Великобритании и Японии).
В 1968 году вошёл в состав сборной Австралии по хоккею на траве на Олимпийских играх в Мехико и завоевал серебряную медаль. Играл на позиции нападающего, провёл 9 матчей, забил 1 мяч в ворота сборной Аргентины.
В 1960—1969 годах провёл за сборную Австралии более 60 матчей.
Умер 7 ноября 1974 года в австралийском городе Перт.

## Память
Введён в Зал чемпионов Западной Австралии по хоккею на траве.